# Стахановский вагоностроительный завод
Стахановский вагоностроительный завод — промышленное предприятие в городе Стаханов (Луганская область), выпускающее грузовые железнодорожные вагоны.

## История

### 1962 - 1991
Предприятие было создано в соответствии с седьмым пятилетним планом развития народного хозяйства СССР и введено в строй в 1962 году как завод сварных конструкций. 29 июня 1965 года была пущена в эксплуатацию 1-я очередь завода, мощностью 10 тыс. тонн в год металлоконструкций для башенных кранов, шагающих экскаваторов, элеваторных кран-балок и других видов техники.
С 1967 года завод специализируется на выпуске металлоконструкций каркасов котлов большой мощности для строительства тепловых и гидроэлектростанций. В декабре 1969 года завод был перепрофилирован на выпуск вагонов для минеральных удобрений, выпуск грузовых магистральных вагонов. Уже в начале 1970 года из заводских ворот вышла первая железнодорожная платформа г/п 63 тонны, освоен выпуск и железнодорожных тележек.
В 1976 году начато производство вагонов для минеральных удобрений.
В последующие годы конструкторским бюро завода разработана техническая документация на вагоны различного назначения и специальные транспортные средства г/п 63+400 тонн.
Освоено производство железнодорожных транспортеров площадочного, колодцевого, сочлененного, платформенного и сцепного типов, вагонов для леса, цемента, глинозема, строительных материалов, гранулированных полимерных материалов, муки, контейнеров г/п 20 тонн для сыпучих грузов и цемента, длинномерных платформ для перевозки крупнотоннажных контейнеров и колесной техники, специальных транспортеров г/п до 240 тонн для перевозки сверхмощных силовых трансформаторов и крупнотоннажного энергетического оборудования, специальных транспортных средств для перевозки отработанного ядерного топлива с АЭС, вагонов-самосвалов (думпкаров) г/п 66 тонн, 105 тонн, 143 тонн, 150 тонн, колесных пар для грузовых вагонов, двухосных тележек и других видов продукции.
В период 1987—1988 годы завод был удостоен ряда премий Министерства тяжелого и транспортного машиностроения за разработку по снижению расхода проката при серийном изготовлении облегченных вагонных осей, за разработку, освоение и выпуск железнодорожного транспортера площадочного типа г/п 120 тонн мод. 14-6063, за разработку, освоение и выпуск вагона для гранулированных полимерных материалов мод. 17-495 и вагона для минеральных удобрений мод. 19-923.
В 1987 году Совет министров Украинской ССР присвоил заводу звание «Предприятие высокого качества продукции».
В 1990 году группа работников завода удостоена премии Совета Министров за работу «Комплексные научные исследования, разработка, промышленное освоение и внедрение в эксплуатацию высокоэффективных большегрузных железнодорожных транспортеров».
За создание лучших образцов новой техники завод награждён Дипломами, медалями и ценными подарками (автомобилями) ВДНХ.
С 1988 по 1992 год по заказу французской фирмы «ТрансМанш Линк» завод изготовил и поставил 40 тысяч тонн сварных металлоконструкций для строительства тоннеля под проливом Ла-Манш. Производство сварочных работ по этому контракту аттестовано фирмой «Бюро Веритас» (Франция).
В целом, в советское время завод входил в число крупнейших предприятий города, на его балансе находились жилые дома, стадион «Вагоностроитель» и другие объекты социальной инфраструктуры.

### 1992 - 2014
После провозглашения независимости Украины государственное предприятие было реорганизовано в открытое акционерное общество. В мае 1995 года Кабинет министров Украины утвердил решение о приватизации завода.
В августе 1997 года завод был включён в перечень предприятий, имеющих стратегическое значение для экономики и безопасности Украины.
В условиях экономического кризиса 1990-х годов и отсутствия государственного заказа (1 ноября 2013 года руководитель завода В. И. Касинов отметил, что за двадцать лет независимости Украины государство не купило у СВЗ ни одного вагона) положение предприятия осложнилось и завод переориентировался на изготовление вагонов для иностранных заказчиков.
В феврале 2001 года находившийся в состоянии банкротства завод был передан в управление российской "Группы Альянс". После этого, в июле 2001 года процедура банкротства была прекращена. В 2003 году завод освоил производство четырёх новых видов вагонов (вагона-хоппера с увеличенным объёмом кузова, вагона-хоппера с разгрузкой в межрельсовое пространство, вагона-цистерны для перевозки светлых нефтепродуктов, полувагона с глухим кузовом и полувагона с донной разгрузкой). 2003 год завод завершил с чистым убытком 14,31 млн. гривен, но уже в 2004 году чистый доход от реализации продукции увеличился на 41%.
В июне 2005 года ХК "АвтоКрАЗ" объявил о покупке его акционером (украинско-немецким совместным предприятием "Мега-Моторс") контрольного пакета акций Стахановского вагоностроительного завода.
В 2005 году завод изготовил 1285 вагонов, в 2006 году - 2183 вагонов, в 2007 году - 5556 вагонов.
Начавшийся в 2008 году экономический кризис осложнил положение предприятия. Было принято не выплачивать дивиденды за 2008 год, но 2009 год завод завершил с чистым убытком 56,3 млн. гривен. В дальнейшем ситуация стабилизировалась и в 2010 году завод вышел на уровень производства 660 вагонов в месяц. 30 сентября 2010 года завод изготовил 100 000-й вагон. Всего в 2010 году завод (СВЗ) произвёл 7434 грузовых вагонов (7134 полувагонов и 300 хопперов для перевозки минеральных удобрений). По сравнению с 2009 годом, производство вагонов возросло в 4,7 раз (на 5850 вагонов), и 2010 год завод завершил с чистой прибылью 260,667 млн. гривен.
2011 год завод завершил с чистой прибылью 159,67 млн. гривен.
Однако в дальнейшем производство вновь снизилось - за период с начала января 2012 года до конца сентября 2013 года завод изготовил только 2518 вагонов. В январе-сентябре 2013 года производство вагонов на заводе сократилось на 37,8%. В октябре 2013 года завод принял решение сократить треть сотрудников - "в связи со сложной экономической ситуацией в вагоностроительной отрасли СНГ, приведшей к сокращению производства вагонов".

## Продукция и услуги

### Продукция
Вся продукция завода изготавливается в соответствии с Межгосударственными стандартами (ГОСТ), Государственными стандартами Украины (ДСТУ) и Международными и Европейскими стандартами, сертифицирована в системе СС ФЖТ. На предприятии разрабатывается система менеджмента качества в соответствии с требованиями МС ИСО 9001:2008.
Завод производит грузовые вагоны различного назначения: вагоны-хопперы, полувагоны, крытые вагоны, вагоны-цистерны, платформы, транспортёры, думпкары, платформы, вагоны бункерного типа
Также освоено производство ходовых частей вагонов (колёсных пар и двухосных тележек) и металлоконструкций:
- колонны решетчатые и сплошные
- связи по колоннам
- стропильные и подстропильные фермы
- подкрановые и тормозные балки
- прогоны
- ветровые фермы
- ригели
- ограждающие конструкции
- тормозные балки и фермы
- бункеры различной ёмкости
- лестницы, площадки, ограждения и другие конструкции

### Услуги
- Разработка и согласование конструкторской документации на грузовые вагоны различного назначения, в том числе транспортеры различных типов грузоподъемностью до 400 т., специальные железнодорожные транспортные средства для ВЗТ (внутризаводского транспорта) и запасные части для грузовых вагонов, в том числе грузонесущие конструкции для транспортеров
- Разработка конструкторской документации стадии КМД по рабочим чертежам заказчика стадии КМ на строительные металлоконструкции (колонны, фермы, балки, мостовые конструкции и т. п.)
- Гибочные работы
- Механическая обработка деталей
- Механическая обработка дерева и металла
- Механическая обработка отливок
- Обработка металлопроката термическая
- Работы зуборезные
- Работы токарные
- Работы в термических цехах и участках на электротермических установках повышенной и высокой частоты
- Электро-, газосварочные работы, контроль за сварочными соединениями
- Работы с использованием ручных электро- и пневмомашин и инструментов
- Слесарные работы
- Токарно-карусельные работы
- Кругло-шлифовальные работы
- Механообработка крупных деталей
- Обработка металла резанием
- Обработка швов
- Пескоструйная обработка поверхностей
- Плоскошлифовальные работы
- Зубошлифовальные работы
- Лакокрасочные работы, грунтовка, шпаклевка, антикоррозионная обработка поверхностей
- Обслуживание аккумуляторных батарей, гальванические работы
- Работы, связанные с отжигом стали, сплавов и отливок
- Монтажные работы
- Изготовление и испытание строп
- Изготовление сосудов под давлением